# ویرکوریچی
ویرکوریچی (به انگلیسی: Veerakurichi) یک روستا در هند است که در Pattukkottai Taluk واقع شده‌است.

## خصوصیات
ویرکوریچی ۱٬۹۲۷ نفر جمعیت دارد.